# Cyrix Cx486DX

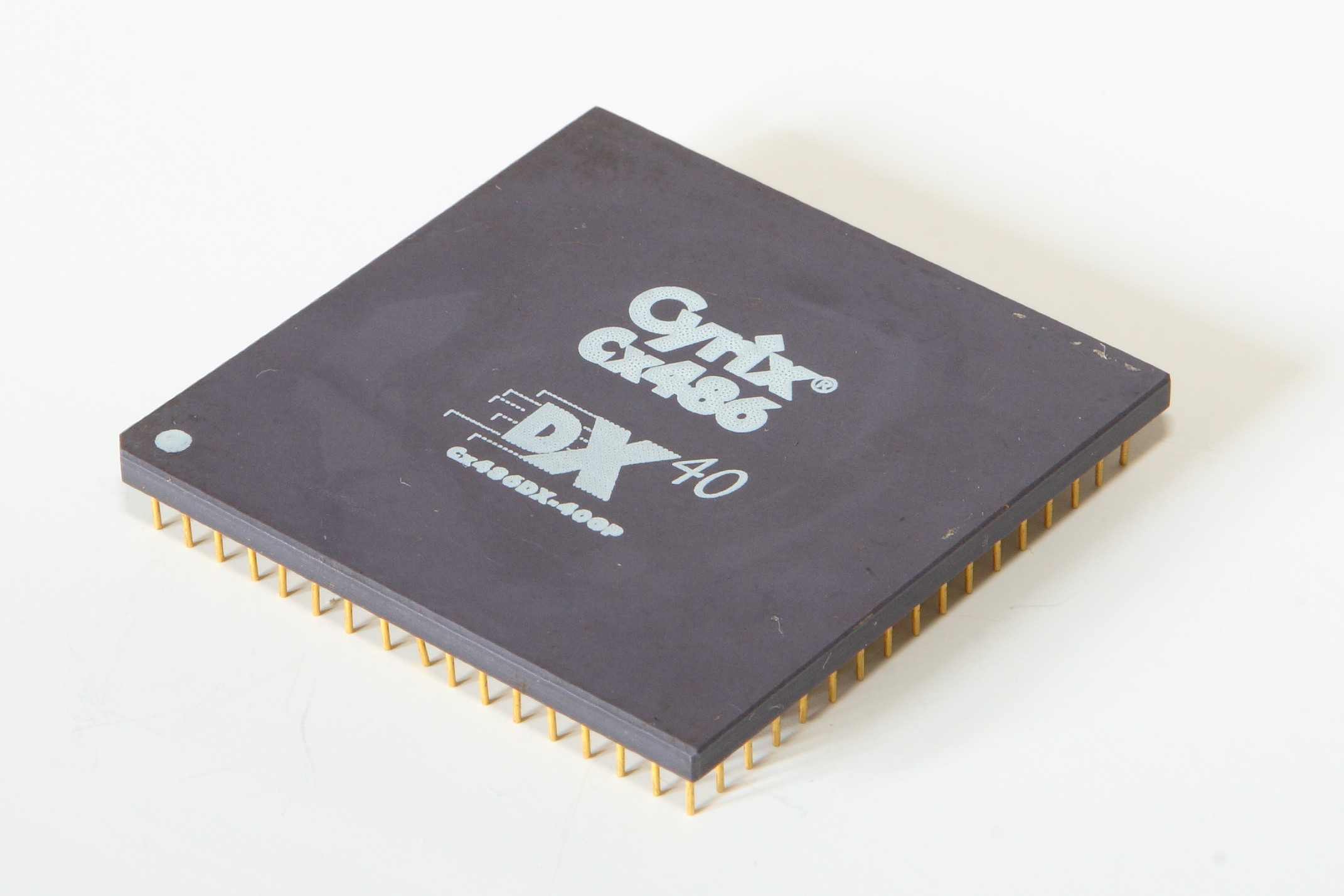
Cyrix 486 DX 40 MHz

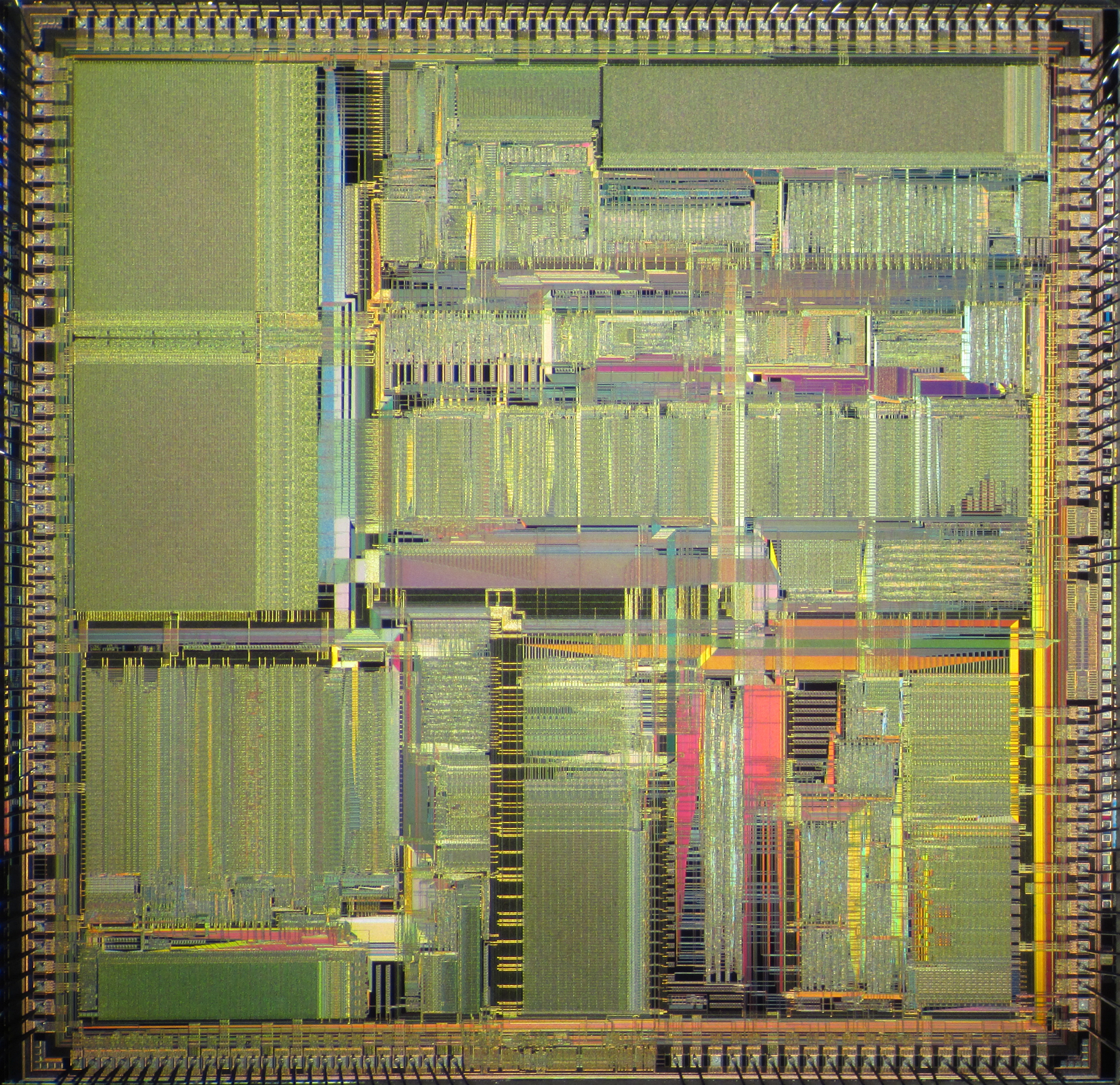
Die eines Cyrix Cx486DX-40

Der Cx486DX war ein Mikroprozessor der 80486-Generation der Firma Cyrix (Cx486) und in etwa vergleichbar mit dem Intel i486DX. Wie dieser besaß er einen mathematischen Koprozessor und war somit der große Bruder des Cx486S.
Wie bei Cyrix üblich wurde der Cx486DX auch als SGS-Thomson ST486DX verkauft. Beide Prozessoren unterschieden sich aber bis auf die Bezeichnung nicht voneinander.

## Modelldaten
- Codename: M6
- Verkauft als: Cyrix Cx486DX & SGS-Thomson ST486DX
- L1-Cache: 8 KiB (unified)
- L2-Cache: abhängig vom verwendeten Mainboard bzw. Chipsatz
- Sockel 3 mit einem Front Side Bus von 33 bis 50 MHz
- Betriebsspannung (VCore): 5,0 V
- Erscheinungsdatum: September 1993
- Fertigungstechnik: 0,65 µm
- Die-Größe: ? mm² bei 1,1 Millionen Transistoren
- Taktraten: 33, 40 und 50 MHz